# Bazaria expallidella
Bazaria expallidella är en fjärilsart som beskrevs av Émile Louis Ragonot 1887. Bazaria expallidella ingår i släktet Bazaria och familjen mott. Inga underarter finns listade i Catalogue of Life.